# 宣堡镇
宣堡镇，是中华人民共和国江苏省泰州市泰兴市下辖的一个乡镇级行政单位。

## 行政区划
宣堡镇下辖以下地区：
宣家堡社区、宣堡村、梅埝村、崇头庄村、西宣村、三堡村、郭寨村、北森村、毛群村、银杏村、联新村、纪沟村和张河村。